# Sabrina Jaquet
Sabrina Jaquet (n. 21 juny 1987 a La Chaux-de-Fonds, Suïssa) és una esportista suïssa que competeix en bàdminton en la categoria individual. Jaquet va ser nominada per l'Olímpica Suïssa per participar en el Jocs Olímpics d'Estiu de 2012 a Londres. Ella es va classificar per als Jocs en arribar als quarts de final del Campionat d'Europa de 2012 a Karlskrona, Suècia.